# العلاقات الأمريكية النيجيرية
العلاقات الأمريكية النيجيرية هي العلاقات الثنائية التي تجمع بين الولايات المتحدة ونيجيريا.

## مقارنة بين البلدين
هذه مقارنة عامة ومرجعية للدولتين:
| وجه المقارنة                                              | الولايات المتحدة                                                                                                  | نيجيريا                     |
| --------------------------------------------------------- | --- | --------------------------- |
| المساحة (كم2)                                             | 9.83 مليون | 923.77 ألف                  |
| عدد السكان (نسمة)                                         | 311.58 مليون | 190.89 مليون                |
| الكثافة السكانية (ن./كم²)                                 | 31.7 | 206.64                      |
| العاصمة                                                   | واشنطن العاصمة | أبوجا، لاغوس                |
| اللغة الرسمية                                             | لغة إنجليزية | لغة إنجليزية، اللغة اليوربا |
| العملة                                                    | دولار أمريكي | نيرة نيجيرية                |
| الناتج المحلي الإجمالي (بليون دولار)                      | 19.39 تريليون | 375.77 مليار                |
| الناتج المحلي الإجمالي (تعادل القوة الشرائية) بليون دولار | 18.04 تريليون | 1.09 تريليون                |
| الناتج المحلي الإجمالي الاسمي للفرد دولار أمريكي          | 56.12 ألف | 2.64 ألف                    |
| الناتج المحلي الإجمالي للفرد دولار أمريكي                 | 54.63 ألف | 5.91 ألف                    |
| مؤشر التنمية البشرية                                      | 0.920 | 0.514                       |
| رمز المكالمات الدولي                                      | +1 | +234                        |
| رمز الإنترنت                                              | .us، حكومة، .mil، Edu.                                                                                            | .ng                         |
| المنطقة الزمنية                                           | توقيت ساموا الأمريكية، توقيت أطلنطي موحد، منطقة زمنية وسطى، توقيت ألاسكا ‏، المنطقة الزمنية الجبلية، توقيت تشامرو ‏ | ت ع م+01:00                 |

## مدن متوأمة
في ما يلي قائمة باتفاقيات التوأمة بين مدن أمريكية ونيجيرية:
- ترتبط ستوكتون مع أسابا باتفاقية توأمة.
- ترتبط سان بيرناردينو مع ايفي باتفاقية توأمة.
- ترتبط غريشام مع أويري باتفاقية توأمة.
- ترتبط أتلانتا مع لاغوس باتفاقية توأمة منذ 1979.
- ترتبط نيوآرك مع Umuaka [الإنجليزية]‏ باتفاقية توأمة منذ 1984.[17][17][17]
- ترتبط كومبتون مع اونيتشا باتفاقية توأمة.
- ترتبط كانساس سيتي مع بورت هاركورت باتفاقية توأمة.
- ترتبط كليفلاند مع إبادان باتفاقية توأمة منذ 1975.

## منظمات دولية مشتركة
يشترك البلدان في عضوية مجموعة من المنظمات الدولية، منها:
| علم المنظمة | اسم المنظمة                               | تاريخ انضمام الولايات المتحدة | تاريخ انضمام نيجيريا |
| ----------- | ----------------------------------------- | ----------------------------- | -------------------- |
|             | وكالة ضمان الاستثمار متعدد الأطراف        | 12 أبريل 1988                 | 12 أبريل 1988        |
|             | الاتحاد الدولي للاتصالات                  | 1 يوليو 1908                  | 11 أبريل 1961        |
|             | يونسكو                                    | 4 نوفمبر 1946                 | 14 نوفمبر 1960       |
|             | البنك الإفريقي للتنمية                    | ?                             | ?                    |
|             | الأمم المتحدة                             | 24 أكتوبر 1945                | 7 أكتوبر 1960        |
|             | المركز الدولي لتسوية المنازعات الاستشارية | 14 أكتوبر 1966                | 14 أكتوبر 1966       |
|             | البنك الدولي للإنشاء والتعمير             | 27 ديسمبر 1945                | 30 مارس 1961         |
|             | مؤسسة التمويل الدولية                     | 20 يوليو 1956                 | 30 مارس 1961         |
|             | منظمة الشرطة الجنائية الدولية             | ?                             | ?                    |
|             | مؤسسة التنمية الدولية                     | 24 سبتمبر 1960                | 14 نوفمبر 1961       |
|             | الاتحاد البريدي العالمي                   | ?                             | ?                    |
|             | منظمة حظر الأسلحة الكيميائية              | ?                             | ?                    |
|             | المنظمة الهيدروغرافية الدولية             | ?                             | ?                    |
|             | الفريق المعني برصد الأرض                  | ?                             | ?                    |
|             | منظمة التجارة العالمية                    | ?                             | ?                    |

## أعلام
هذه قائمة لبعض الشخصيات التي تربطها علاقات بالبلدين:
- أندريه إيجودالا (لاعب كرة سلة أمريكي، 28 يناير 1984 – )
- أوزو أدوبا (ممثلة أمريكية، 10 فبراير 1981[27] – )
- أوغوتشي أونييوو (لاعب كرة قدم أمريكي، 13 مايو 1982[28] – )
- أوماروزا مانيغو نيومان (15 فبراير 1974[29] – )
- ايميكا أوكافور (لاعب كرة سلة أمريكي، 28 سبتمبر 1982 – )
- تشادويك بوسمان (ممثل أمريكي، 29 نوفمبر 1977 – )
- حكيم عليوان (21 يناير 1963[30] – )
- دونالد فيزن (22 يونيو 1974[31] – )
- روكموند دنبار (ممثل أمريكي، 11 يناير 1973 – )
- فورست ويتكر (ممثل أمريكي، 15 يوليو 1961[32][33][34] – )
- كاميليونير (28 نوفمبر 1979[35] – )
- مارك هنري (12 يونيو 1971 – )
- ماي جيميسون (17 أكتوبر 1956[36][37][38] – )
- موريس إديو (لاعب كرة قدم أمريكي، 18 أبريل 1986[39] – )
- ناز (14 سبتمبر 1973[40] – )

## وصلات خارجية
- موقع وزارة الخارجية الأمريكية
- موقع وزارة الخارجية النيجيرية